# ジャン＝マリー・ルクレール
ジャン＝マリー・ルクレール（Jean-Marie Leclair, 1697年5月10日 リヨン - 1764年10月22日 パリ）は、バロック音楽の作曲家で、18世紀フランスにおけるヴァイオリン演奏の巨匠である。フランス＝ベルギー・ヴァイオリン楽派の創始者と見做されている。

## 生涯
指物師になる訓練を受けていたが、舞踏とヴァイオリンを学び、ダンス教師やヴァイオリニストとして活動を始める。
1716年に舞踏家のマリー＝ローズ・カスタニーと結婚（1728年に死別）。
1722年までには故郷を去ってトリノに舞踏の指導者として赴き、コレッリとアントニオ・ヴィヴァルディに師事したヴァイオリンの大家ジョヴァンニ・バッティスタ・ソミスの指導を受けヴァイオリンの才能を開花させる。ルクレールは以後名ヴァイオリニストとして活躍する事となる。
1723年にパリに赴き、フランス宮廷でコンセール・スピリチュエルに出演した。
1730年に版画家ルイーズ・ルーセルと再婚、ルイーズ夫人は、ルクレールの作品2以降の全楽曲を製版した。
1733年にルイ15世より王室付きの音楽教師に任命されるが、宮廷楽団の監督権をめぐってジャン＝ピエール・ギニョン（Jean-Pierre Guignon）と衝突、1737年に辞任する。その後は、ヘンデルの弟子ですぐれたクラヴサン奏者であったオラニエ公妃アンナに仕え、1738年から1743年まで毎月ハーグの宮廷で楽長として過ごした。1743年にパリに戻る。唯一の歌劇《シラとグロキュス（スキュラとグラウコス）Scylla et Glaucus》が初演されたが、この作品は現代になって蘇演が行われた。1740年から没年まで、グラモン公に出仕した。
1758年に結婚生活が破れると、人目を避けて貧民街に隠れ住むようになり、1764年にそのあばら家で、惨殺死体（刺殺）となって発見された。真相は依然として謎に包まれているが、事件の陰に、別れた妻が隠れている可能性がある。おそらく経済的事情が動機であろう。また、甥（ギヨーム＝フランソワ・ヴィアル、ヴァイオリニスト）や、死体発見者のジャック・ペイザン（庭師）にも強い嫌疑がかけられている。ジェラール・ジュファン（Gérard Gefen）の『ジャン＝マリー・ルクレール殺人事件』（L'Assassinat de Jean-Marie Leclair）（1990年、未訳）はこの事件を扱ったミステリー小説。

## その他
ルクレールの兄弟は、同名の弟（1703年～77年）のほか、ピエール（1709年～84年）、ジャン＝ブノワ（1714年～1759年以後）がおり、いずれも音楽家になった。
ヴァイオリンのための数々のソナタや協奏曲のほか、トリオ・ソナタや、フルートと通奏低音のためのソナタを遺している。